# Česká kotlina
Česká kotlina je hovorové označení pro české území, zdůrazňující jeho svébytnost a uzavřenost před okolní Evropou a světem.

## Charakteristika
V užším a fakticky správnějším smyslu se výraz vztahuje na samotné Čechy, které jsou skutečnou kotlinou ze všech stran obklopenou vyššími horskými pásmy (od severu po směru hodin: Lužické hory, Jizerské hory, Krkonoše, Orlické hory, Českomoravská vrchovina, Novohradské hory, Šumava, Český les, Smrčiny, Krušné hory). Morava a Slezsko v tomto smyslu do „české kotliny“ nepatří. Z hydrologického hlediska jde o území povodí Labe nad Hřenskem, což Čechám zhruba odpovídá.

## Hypotéza o impaktním kráteru
Podle některých názorů z 80. let 20. století je česká kotlina původem obří impaktní kráter, tzv. Český kráter. Jednalo by se o jeden z největších známých impaktních kráterů na světě. Tato hypotéza však není vědeckým konsenzem přijímána a byla již uspokojivě vyvrácena českými geology.

## Využití termínu
Termín „česká kotlina“ je velmi oblíbený v žurnalistice a publicistice. Bývá používán s expresivním zabarvením pozitivním (hrdost, vlastenectví) i negativním (kritika českého „zápecnictví“, maloměšťáctví apod.).